# Siamosaurus
Siamosaurus („Reptil aus Siam“) ist eine Gattung von spinosauriden Dinosauriern, die erstmals von Buffetaut und Ingavat 1986 auf der Basis von Zähnen mit der einzigen Art Siamosaurus suteethorni (nach Varavudh Suteethorn, einem thailändischen Paläontologen) beschrieben wurde. Die Zähne stammen aus der oberjurassischen Sao-Khua-Formation bei Phu Wiang in der thailändischen Provinz Khon Kaen.

## Merkmale
Von Siamosaurus suteethorni wurden nur Zähne gefunden, die in ihrer Form denen von Spinosaurus ähneln, wodurch die Zuordnung zu den Spinosauridae erfolgte. In den folgenden Jahren wurden weitere Zähne aus Schichten der Unterkreide in Thailand, aber auch in Japan gefunden.
2004 wurden in der gleichen Formation Teile eines Theropoden-Skeletts gefunden, bestehend aus mehreren Teilen der Wirbelsäule, Rippen sowie einem Teil des Mittelfußes. Diese Skelettteile wurden als denen von Baryonyx walkeri und Spinosaurus aegyptiacus sehr ähnlich beschrieben und könnten das fehlende Skelett von Siamosaurus darstellen.
Siamosaurus ist damit die bislang einzige Art dieses Taxons aus Asien, andere Funde stammen aus Europa, Afrika und Südamerika.

## Wissenschaftliche Bedeutung
Aufgrund des spärlichen Fossilmaterials wird Siamosaurus suteethorni von einigen Wissenschaftlern als Nomen dubium betrachtet und die wissenschaftliche Gültigkeit der Beschreibung angezweifelt. Entsprechend wurde Siamosaurus bei systematischen Betrachtungen der Spinosauridae in der Vergangenheit nicht berücksichtigt.